# Archéparchie d'Alep des Maronites
L'archéparchie d'Alep des Maronites  (en latin : Archeparchy Aleppensis Maronitarum) est un territoire ecclésiastique de l'Église maronite en Syrie, immédiatement sujet du Saint-Siège, et qui a son siège à la cathédrale Saint-Élie à Alep. En 2012, il y a eu 4 000 [réf. nécessaire] baptêmes.   

## Territoire et statistiques
L'archéparchie comprend la ville et la région d'Alep, où se trouve la cathédrale Saint-Élie. 
Le territoire est divisé en cinq paroisses et en 2012, il y avait 4 000  catholiques maronites libanais. 

## Histoire
La première mention de la présence de maronites dans la ville d’Alep se trouve dans la Chronique de Michel le Syrien, qui relate les événements de la première moitié du VIIIe siècle, après quoi les Maronites furent chassés de la ville. La présence maronite a été réduite à quelques unités.  
Ce n’est qu’au XVIIe siècle, grâce à l’immigration, que la communauté maronite d'Alep s'est développée et s'est dotée d'un évêché, bien qu’on ne connaisse pas avec certitude les noms des premiers prélats. 
En 1675, environ 1 500 Maronites furent recensés, puis dix ans plus tard, ils étaient environ 4 000. Le clergé maronite était la plupart du temps ignorant et sans aucune formation. Par manque de prêtres, les missionnaires capucins, les carmélites et les jésuites ont prêché dans les églises maronites pour combler ce manque. 
Parmi les anciens évêques, le plus connu est Gabriel de Blaouza (en), élu patriarche de l'Église maronite en 1704, succédant à Estephan El Douaihy. Il fonda l'ordre Antonin Maronite.  
Mgr Germanos Farhat, homme de culture et érudit de la langue arabe, fut le premier évêque né à Alep et probablement le premier à s'établir définitivement dans la ville. 
Pendant l'épiscopat de Paul Aroutin, l'Église maronite a obtenu la reconnaissance civile de l'Empire ottoman (1831), ce qui a permis à l'évêque de restaurer l'ancienne cathédrale de Saint-Élie, déjà attestée au XVIIe siècle. Son successeur, Youssef Matar, a construit la cathédrale actuelle. Mgr Youssef Matar a pris part au premier concile du Vatican et a créé en 1857 l'Imprimerie de la nation maronite, la première imprimerie authentique de la ville d'Alep. 
De 1954 à 1977, les évêques d’Alep furent également administrateurs patriarcaux de Laodicée (aujourd’hui, l’Éparchie catholique maronite de Laodicée ).

## Archevêques
- Elias 'Ehdeni (1638 - 1659)
- Andraos Akhijan Abed Al Ghal (mentionné en 1661)
- Joseph Hasrouni (? - 1663 décédé)
- Gabriel de Blaouza (en), OAM (1663 - 12 mai 1704, élu patriarche d'Antioche)
- Michel al-Blawzawi (consacré en juillet 1704 - 1724, démission)
- Germanos (Gabriel) Farhat (29 juillet 1725, consacré - 9 juillet 1732, décédé)
- Germanos (Gabriel) Hawacheb (1732, consacré - 1762)
- Arsène Choukri (1762 - 1787)
- Gabriel Konaider (30 septembre 1787, consacré - 15 juin 1802, décédé)
- Germanos Hawa (1804 - 1827)
- Paul Aroutin (3 mai 1829, consacré - décédé le 21 avril 1851)
- Youssef Matar (28 septembre 1851, consacré - 14 mai 1882, décédé)
- Paul Hakim (16 juillet 1885 consacré - 25 février 1888, décédé)
- Germanos Chemali (1892 - 1895)
- Youssef Debs (Diab) (22 mars 1896 - 1912, décédé)
- Michael Äkras (24 février 1913 - 27 octobre 1945, décédé)
- Ignace Ziadé (en) (27 avril 1946 - 26 janvier 1952 nommé archeparque de Beyrouth)
- François Ayoub (en) (16 avril 1954 - décédé le 2 juin 1966)
- Joseph Salamé (en) (15 mars 1967 - 9 juin 1990 retiré)
- Pierre Callaos (gl) (9 juin 1990 - 16 mars 1997, décédé)
- Youssef Anis Abi-Aad (en), IdP, (7 juin 1997 - 11 novembre 2013, démission)
- Joseph Tobji (en) (depuis le 31 octobre 2015)

## Sources
- Joseph Feghali, Germanos Farhat, archevêque et d'Alep arabisant 1670-1732, dans Parole de l'Orient, vol. 2, n ° 1 (1966), p.   115-129[3].
- C. Karalevsky, v. Alep, dans Dictionnaire d'histoire et de géographie ecclésiastiques, vol. XII, Paris 1953, coll. 108-110 et 114[4].
- Annuario Pontificio, Libreria Editrice Vaticana, Città del Vaticano, 2003,  (ISBN 88-209-7422-3)